# Hydrillodes nubeculalis
Hydrillodes nubeculalis är en fjärilsart som beskrevs av Walter Karl Johann Roepke 1948. Hydrillodes nubeculalis ingår i släktet Hydrillodes och familjen nattflyn. Inga underarter finns listade i Catalogue of Life.